# Carl Lotus Becker
Pour les articles homonymes, voir Becker.
Carl Lotus Becker (7 septembre 1873 – 10 avril 1945) est un historien américain né à Waterloo (Iowa). Il fait ses études à l'université du Wisconsin-Madison.  Frederick Jackson Turner est son conseiller doctoral. Il enseigne à l'université Cornell entre 1917 et 1941.

## Œuvres
- The Beginnings of the American People (1915)
- The Eve of the Revolution (1918)
- The Declaration of Independence (1922)
- The Heavenly City of the Eighteenth-Century Philosophers (1932)
- Everyman His Own Historian (1935)
- Cornell University: Founders and the Founding (1943)